# Ивановка (приток Егошихи)
Ивановка — малая река в Перми, левый приток Ягошихи. Исток находится вблизи микрорайона Липовая Гора. Затем Ивановка протекает по микрорайону Владимирский и впадает в Ягошиху в районе Таджикской улицы. Длина около 2,5 км.
Река берёт начало в лесном массиве вблизи микрорайона Липовая Гора на высоте около 180 м. Протекает в основном в северо-западном направлении. В 200 м от истока на реке образован пруд, плотиной которого является насыпь Бродовского тракта. В среднем течении река протекает по еловому лесному массиву, в нижнем по редколесью. В среднем течении реку пересекает несколько линий электропередач. Впадает в Ягошиху слева на высоте около 140 м над уровнем моря.
Сравнение плана Перми 1926 года с современными картографическими данными показывает, что построенный для городского водопровода в 1915 году водозабор на реке Ягошихе находился недалеко от места впадения в неё Ивановки.
Вблизи реки установлена водоохранная зона шириной 50 м и общей площадью 0,233 км². Река сильно загрязнена: в неё сбрасываются неочищенные канализационные стоки. Исследована в конце 2011 года группой «Зелёная Эйкумена» при Пермском отделении Русского географического общества.